# Castor Township (comté de Madison, Missouri)
Pour les articles homonymes, voir Castor Township.
Castor Township est un ancien township, situé dans le comté de Madison, dans le Missouri, aux États-Unis,.
Le township est fondé en 1872 et baptisé en référence à la rivière Castor.

### Source de la traduction
- (en) Cet article est partiellement ou en totalité issu de l’article de Wikipédia en anglais intitulé « Castor Township, Madison County, Missouri » (voir la liste des auteurs).